# سيم سيتي دي سي 2
سيم سيتي دي سي 2 (بالإنجليزية: SimCity DS 2)‏ هي لعبة فيديو من نوع لعبة بناء مدن، صدرت في مارس 19, 2008، وهي متوفرة على أجهزة نينتندو دي إس. اللعبة من تطوير شركة آكي ومن نشر إلكترونيك آرتس.

## روابط خارجية
- سيم سيتي دي سي 2 على موقع IMDb (الإنجليزية)